# Dodge City (Alabama)
Dodge City è un comune degli Stati Uniti d'America situato nella contea di Cullman dello Stato dell'Alabama.